# Accordo sul confine marittimo USA-URSS
Il confine marittimo Russia-Stati Uniti segue l'Accordo sul confine marittimo USA-URSS del 1º giugno 1990 (poiché la Russia si è dichiarata come Stato successore dell'Unione Sovietica). Il Senato degli Stati Uniti ha dato il suo parere e il suo consenso alla ratifica già il 16 settembre 1991 mentre l'URSS non è riuscita a ratificarlo prima della sua dissoluzione ma la Russia, in nome di suo successore, l'ha ratificato. A sua volta, l'accordo USA-URSS è la conferma della precedente Convenzione Stati Uniti-Russia del 30 marzo (calendario gregoriano) 1867. Questo confine marittimo è noto anche come linea Baker-Shevardnadze o accordo Baker-Shevardnadze, dai nomi dei funzionari che hanno firmato l'accordo: il ministro degli esteri sovietico Eduard Shevardnadze e il segretario di Stato americano James Baker.
Dal punto 65° 30' N, 168° 58' 37 "O il confine marittimo si estende a nord lungo il meridiano 168° 58' 37" O, attraverso lo Stretto di Bering e il Mare dei Ciukci nell'Oceano Artico per quanto consentito dal diritto internazionale. Dallo stesso punto verso sud, il confine segue una linea specificata dalle posizioni geografiche marittime riportate nell'accordo.

## Storia

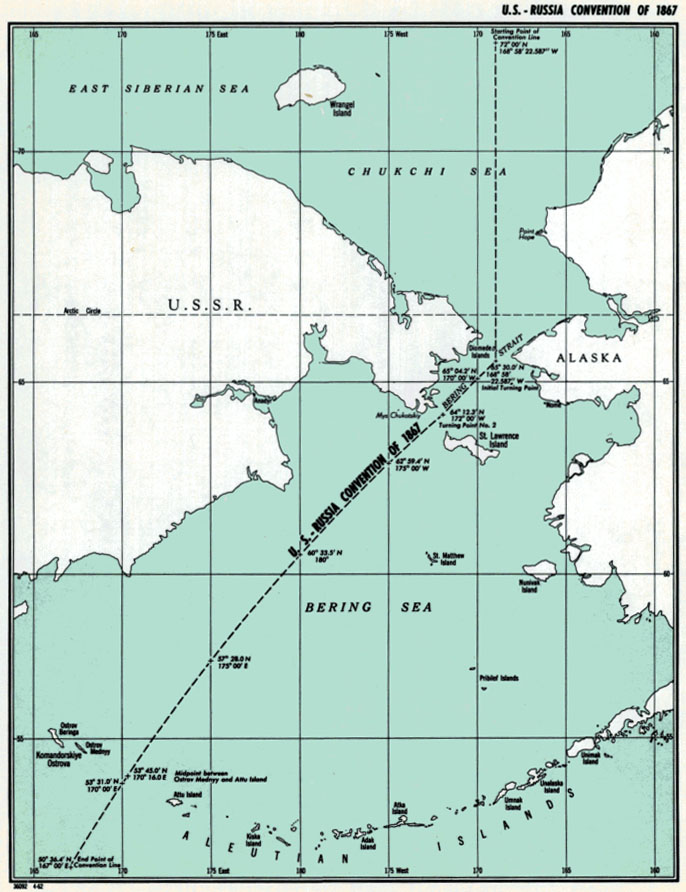
Mappa della linea dell'accordo

La necessità del confine marittimo è sorta all'indomani dell'acquisto dell'Alaska da parte degli Stati Uniti dall'Impero russo. A quel tempo, gli interessi marittimi nazionali erano stabiliti solo al limite delle tre miglia. Il trattato di acquisto menzionava un confine attraverso il Mare di Bering; tuttavia, con l'introduzione del limite di 200 miglia da parte della Legge del Mare, la questione del confine divenne pressante, poiché nessuna delle due parti poteva produrre le mappe utilizzate durante i negoziati originali di acquisto. Inoltre, le due parti convennero che il confine fosse inteso come una linea retta su una mappa, ma non concordarono sull'utilizzo della proiezione cartografica: Mercatore o mappa conforme. Ciò determinò un'area di contesa di circa 15.000 miglia nautiche quadrate. La linea del 1990 divise la differenza tra le due linee e introdusse diverse "aree speciali" che si trovavano oltre la zona delle 200 miglia, ma in cui le parti cedevano i loro diritti all'avversario. La maggior parte dell'area contesa nel Mare di Bering fu concordata per affidarla agli Stati Uniti; il Congresso degli Stati Uniti ratificò rapidamente l'accordo, ma l'Unione Sovietica non riuscì a ratificarlo prima della sua dissoluzione nel 1991. Molti in Russia criticarono Mikhail Gorbachev ed Edvard Shevardnadze per aver affrettato l'accordo, per la cessione dei diritti di pesca russi e di altri vantaggi marittimi e insistettero sulla rinegoziazione. Gli Stati Uniti continuano gli sforzi per rafforzare la linea di confine contro lo sconfinamento dei pescherecci russi, al fine di costruire la prova della "pratica generale dello Stato" che l'accordo del 1990 è effettivamente il confine marittimo tra i due paesi.